# 千葉隆弥
千葉 隆弥（ちば りゅうや）は日本の演出家、テレビプロデューサー。
高校では野球で甲子園を目指していた。法政大学経済学部卒業。
大学卒業後、テレビ制作会社イーストに入社。入社翌日から数日間、家に帰ることなく職務につかされる。
情報バラエティ、ドキュメントに加えドラマの助監督も経験。
その後、フリーのディレクターとなり、読売テレビ『どっちの料理ショー』の立ち上げに参加。
2002年、テレビ制作会社ダイナマイトレボリューションカンパニーを立ち上げた。
テレビ東京における、池上彰の特番の多くで総合演出を手がけている。
ドキュメンタリードラマを得意としている。
日本テレビの「行列のできる法律相談所」の＃1を担当し、数多くの番組に携わる。
2012年、テレビ東京系列で放映されたドラマ『明日をあきらめない…がれきの中の新聞社 〜河北新報の一番長い日〜』の監督を務め、
同作は東京ドラマアワード最優秀賞、日本放送文化大賞でグランプリを獲得した。
TBS「駆け込みドクター！ｌ～運命を変える健康診断～」など多くの番組を制作。